# Analyste des débats
 (janvier 2017).
 (mai 2018).
 (mai 2018).
- Si vous ne connaissez pas le sujet, laissez ce bandeau (vous pouvez alors contacter les auteurs).
- Si vous supprimez le contenu mis en cause (vous pouvez préalablement contacter les auteurs),

argumentez précisément cette suppression dans la page de discussion
(un manque de référence n'est pas un argument ; une recherche réelle de référence doit avoir été effectuée, être formellement documentée).
En France, l'analyste-rédacteur des débats, autrefois appelé analyste, rédacteur, secrétaire-rédacteur ou secrétaire des débats, est un fonctionnaire parlementaire qui a la charge d’établir, en équipe, le compte rendu analytique.
Cet abrégé est, avec le compte rendu intégral, un instrument essentiel de la publicité des débats. Pour une même séance, il existe donc deux comptes rendus. D'une part, le compte rendu intégral, publié au Journal officiel. D'autre part, le compte rendu analytique, grâce auquel parlementaires, gouvernement, journalistes et curieux peuvent suivre les discussions parlementaires avec un léger différé : moins d'une heure et demie après le prononcé en séance. Si l’analytique appartient désormais à l’histoire à l’Assemblée nationale, il demeure au Sénat qui a choisi de conserver cet outil de travail éphémère.

## Un vieux métier parlementaire

### Des origines révolutionnaires
Selon Hugo Coniez, « La publicité des débats, c’est-à-dire la possibilité donnée à chaque citoyen de connaître les délibérations de leurs représentants, est l’un des piliers de la démocratie représentative ». De fait, elle s’impose presque spontanément au printemps 1789 quand le secret était la règle sous l’Ancien régime. Publicité matérielle, par la présence du peuple dans les tribunes, mais aussi publicité écrite par la rédaction de comptes rendus objectifs. Les organes de presse assistent aux séances, dont l'entrée est devenue libre, et diffusent des comptes rendus plus ou moins exacts. L'avocat Hugues-Bernard Maret est l'un des premiers à rédiger ses analyses au style direct. Il travaillera pour le Moniteur universel, fondé par l'éditeur Panckouke, qui deviendra le Journal officiel. Dans le Serment du jeu de paume, David peint l’irruption du public dans les tribunes, tandis que Barère, assis à gauche du groupe central de trois députés, la plume à la main, consigne les événements pour son journal Le Point du Jour.

Le Serment du Jeu de paume par David.
Le peintre fait de Barère le logographe en titre de l’Assemblée.

Autre origine du métier, le service des procès-verbaux des assemblées. Pour éviter des comptes rendus tendancieux, l'Assemblée confie leur rédaction à ses propres membres. Le résultat est inégal ; un jour, Danton oublie de remplir sa tâche. D'où la décision, en 1795, de nommer des rédacteurs choisis, hors des assemblées, « parmi les hommes les plus exercés dans les lettres et la science des lois ».
Locré, qui fut secrétaire-rédacteur du Conseil des Anciens – le Sénat –, retrace, dans La législation civile, commerciale et criminelle, l'apparition de ce métier, le plus vieux de l'institution parlementaire. « Les feuilles périodiques », c’est-à-dire les journaux, « eussent été exactes et fidèles : l'authenticité leur manquait, et par conséquent rien ne garantissant leur fidélité ni leur exactitude, elles ne pouvaient avoir aucune autorité. » La formule des secrétaires parlementaires choisis parmi les représentants n’ayant pas donné satisfaction, naît « l'idée de confier la rédaction des procès-verbaux, où la discussion serait consignée, à des citoyens qui, pris hors de l'Assemblée et ne partageant pas ses travaux, étant étrangers à ses délibérations, pourraient s'y livrer sans réserve et y apporter la plus rigoureuse impartialité.»

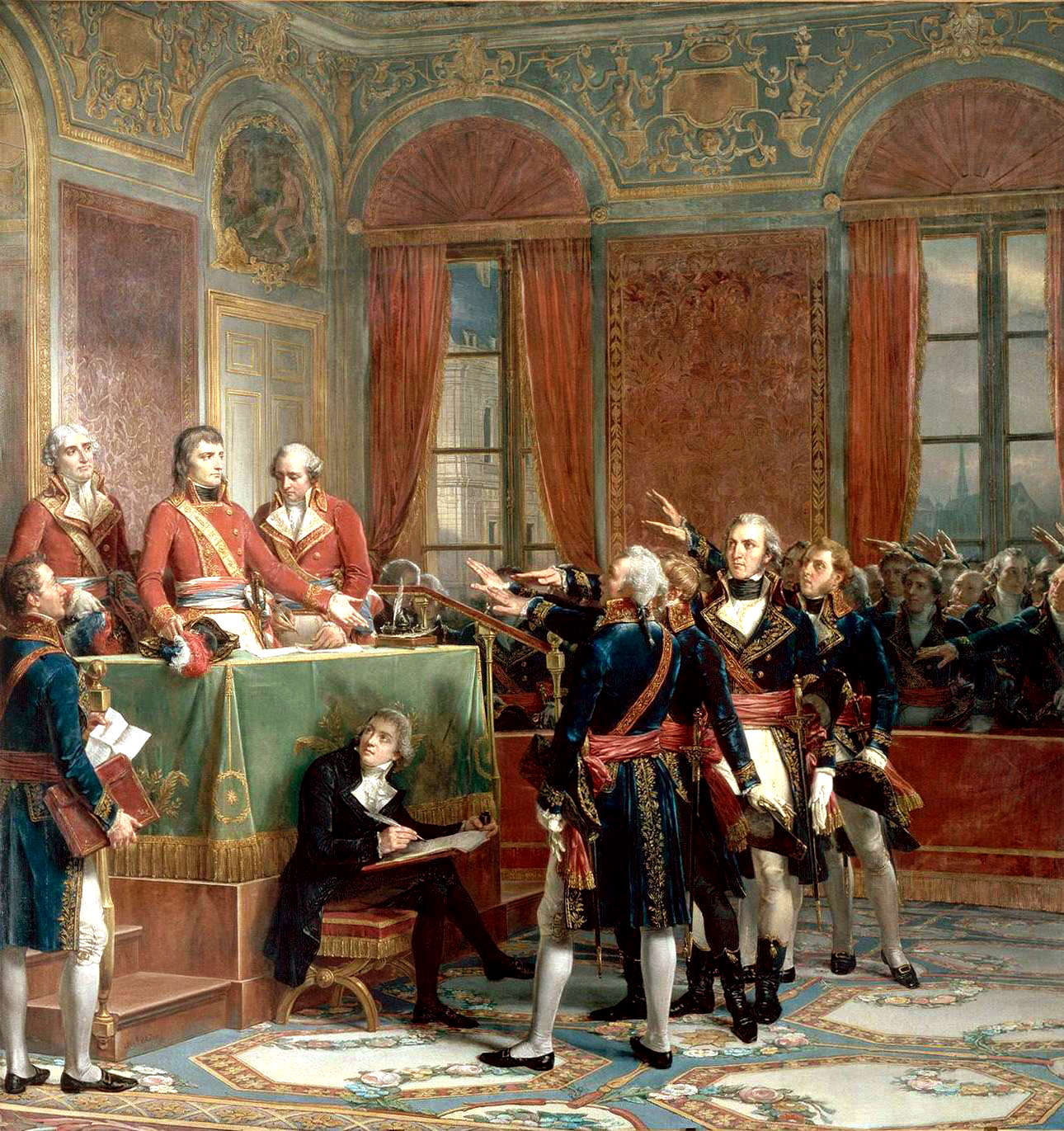
L'installation du Conseil d'État par Couder : Jean Guillaume Locré de Roissy, au pied de la tribune, prend des notes.

### L’institutionnalisation républicaine du compte rendu
La publicité des débats est l’un des premiers signes de la libéralisation du Second Empire. En 1861, le compte rendu analytique prend la suite des procès-verbaux de séance. Il est confié aux secrétaires-rédacteurs tandis que des sténographes réalisent le compte rendu intégral.
C’est sous la  IIIe République, en 1879, que les deux chambres du Parlement précisent la réglementation des comptes rendus : le service des comptes rendus analytiques assure la réalisation du sommaire et de l'analytique tandis que le service sténographique est chargé du compte rendu intégral. Pas moins de trois comptes rendus pour la séance correspondant, explique l'ancien analyste Eugène Pierre, à la dépêche, au journal et au livre. Hors de l'hémicycle, le secret reste la règle.

## Évolution de la procédure
À l'heure du parlementarisme rationalisé et des moyens de communication modernes, les comptes rendus sont-ils devenus superflus? Comme le cinéma n'a pas remplacé le théâtre, l'enregistrement audiovisuel ne se substitue pas au compte rendu écrit. Les comptes rendus parlementaires se sont modernisés, avec l'introduction de l'informatique dans les années 2000, et adaptés à la nouvelle donne constitutionnelle de 2008.

### La réforme constitutionnelle de 2008
À l’espace clos de la salle de réunion où la confidentialité garantissait la liberté de ton nécessaire à la préparation de l’examen des textes de loi s’est longtemps opposée la confrontation des idées et des valeurs dans l’hémicycle sous le regard du public. La révision constitutionnelle de 2008 a brouillé cette scansion traditionnelle du travail parlementaire. Dorénavant, la discussion en séance publique porte sur le texte des commissions permanentes, et non plus sur celui du Gouvernement. Aussi le Conseil constitutionnel, dans sa décision du 25 juin 2009, a-t-il considéré que « les exigences de clarté et de sincérité du débat parlementaire (...) s'appliquent aux travaux des commissions"."

### Ses conséquences sur les comptes rendus
L'heure étant à une "publicité rationalisée des débats en commission", les deux chambres du Parlement ont procédé à une réforme de leurs services des comptes rendus.
En octobre 2008, l’Assemblée nationale a supprimé l'Analytique pour créer deux services : celui du compte rendu de la séance et celui des comptes rendus des commissions. Anciens analystes et sténographes ont été répartis au sein des deux nouveaux services. Le Sénat a choisi de maintenir l'ancienne division entre l'Intégral et l'Analytique. À partir de mai 2010, il a confié aux analystes, en sus de l'Analytique de séance dont la technique a été rénovée, une partie des comptes rendus des commissions. En février 2012, quelque 59 fonctionnaires concourent à la réalisation des deux comptes rendus au Palais-Bourbon, contre 49 fonctionnaires pour trois comptes rendus au Palais du Luxembourg.

### L'analytique aujourd'hui
Au Sénat, deux techniques sont utilisées. En séance publique, deux analystes se relaient d’heure en heure, tant que le débat dure. L’un rédige au fil de la plume, l’autre relit et éventuellement corrige le texte de son collègue. Tous les quarts d’heure, les feuillets sont portés aux secrétaires, qui les saisissent ; le correcteur de séance vérifie, et éventuellement complète, le travail des analystes, qui est ensuite mis en ligne.
En commission, les analystes se relaient, généralement d’heure en heure, pour prendre des notes. Ils retournent ensuite dans leur bureau où, durant au maximum sept heures, ils rédigent leur prise à partir de leurs notes. Ils la transmettent ensuite sous forme de fichier numérisé aux correcteurs. Les correcteurs, qui assistent aux réunions, contrôlent l’exactitude du travail des analystes, harmonisent la forme et le contenu des prises et transmettent les comptes rendus au secrétariat des commissions au plus tard vingt-quatre heures après la fin de la réunion. En d'autres termes, l'analyste pratique une forme d'interprétariat simultané de l'oral à l'écrit en séance publique, d'interprétariat différé en commission.

## Un art de la miniaturisation
Pour l'ethnologue Jean Pouillon, directeur du CRA de l'Assemblée nationale, un bon analytique consiste à « faire passer pour la tête authentique celle qu'on a réduite au prix d'un travail de Jivaro ».
Cette relation méthodique des débats parlementaires est un résumé en style direct - à la moitié ou au tiers environ de leur longueur réelle selon les cas - de toutes les interventions, que celles-ci soient préparées ou improvisées. Il restitue analytiquement et exactement l'argumentation de chaque intervenant ; il s'attache aussi à rendre avec fidélité les particularités de son style : choix des mots et des tournures, effets oratoires, expressions relevées et littéraires ou, au contraire, délibérément populaires. Les mouvements de séance sont également consignés dans le compte rendu : applaudissements, protestations, interjections ou interruptions diverses, apostrophes en provenance de tels bancs, voire de tel ou tel sénateur.
« Il faudrait un jour dresser le lexique des insultes en usage au Parlement. (M. Pasqua indique du geste qu'il s'agirait d'un épais volume.) Je devrais dire l'encyclopédie des injures. (Rires) »
« M. Delors, ministre de l'économie. - Certains trouveront peut-être mes propos d'un classicisme désespérant; mais pour moi, deux et deux égal quatre...
M. Giacobbi. - Très bien!
M. Delors, ministre de l'économie. - ...pas cinq! Et si quelqu'un estime qu'il peut mieux faire, qu'il prenne donc ma place! (Très bien et applaudissements sur les bancs socialistes)(M. Fourcade, désignant la partie gauche de l'hémicycle, suggère à M. le ministre de l'économie d'y porter ses regards). »

## Statut et recrutement des analystes
Les analystes-rédacteurs, fonctionnaires parlementaires de catégorie A+, sont recrutés par voie de concours.

## Analystes célèbres
- Guillaume Locré de Roissy
- Ludovic Halévy
- Ernest Daudet
- Eugène Pierre
- Georges Rousseau-Decelle (en)
- Pierre Bost
- Jean Pouillon
- Bernard Pingaud
- Georges Conchon
- François George
- Jean Lacoste
- Laurent Theis
- Bruno Fuligni